# 3 Women
3 Women is een Amerikaanse dramafilm uit 1977 onder regie van Robert Altman.

## Verhaal
Millie Lammoreaux en Pinky Rose werken als hulp in een bejaardentehuis. Pinky idealiseert Millie. Ze gaat daarin zelfs zo ver dat ze haar identiteit tracht aan te nemen.

## Rolverdeling
| Acteur               | Personage         |
| -------------------- | ----------------- |
| Shelley Duvall       | Millie Lammoreaux |
| Sissy Spacek         | Pinky Rose        |
| Janice Rule          | Willie Hart       |
| Robert Fortier       | Edgar Hart        |
| Ruth Nelson          | Mevrouw Rose      |
| John Cromwell        | Mijnheer Rose     |
| Sierra Pecheur       | Juffrouw Bunweill |
| Craig Richard Nelson | Dr. Maas          |
| Maysie Hoy           | Doris             |
| Belita Moreno        | Alcira            |
| Leslie Ann Hudson    | Polly             |
| Patricia Ann Hudson  | Peggy             |
| Beverly Ross         | Deidre            |
| John Davey           | Dr. Norton        |